# Ору-Верди (Сан-Паулу)
Ору-Верди (порт. Ouro Verde)  —  муниципалитет в Бразилии, входит в штат Сан-Паулу. Составная часть мезорегиона Президенти-Пруденти. Входит в экономико-статистический  микрорегион Драсена. Население составляет 7189 человек на 2006 год. Занимает площадь 266,452 км². Плотность населения — 27,0 чел./км².
Праздник города —  23 марта. 

## История
Город основан в 1953 году.

## Статистика
- Валовой внутренний продукт на 2003 составляет 34.777.373,00 реалов (данные: Бразильский институт географии и статистики).
- Валовой внутренний продукт на душу населения на 2003 составляет 4.850,40 реалов (данные: Бразильский институт географии и статистики).
- Индекс развития человеческого потенциала на 2000 составляет 0,723 (данные: Программа развития ООН).